# Кия Паха
Окръг Кия Паха (на английски: Keya Paha County) е окръг в щата Небраска, Съединени американски щати. Площта му е 2005 km², а населението - 983 души (2000). Административен център е град Спрингвю.